# Kapsel (beredningsform)

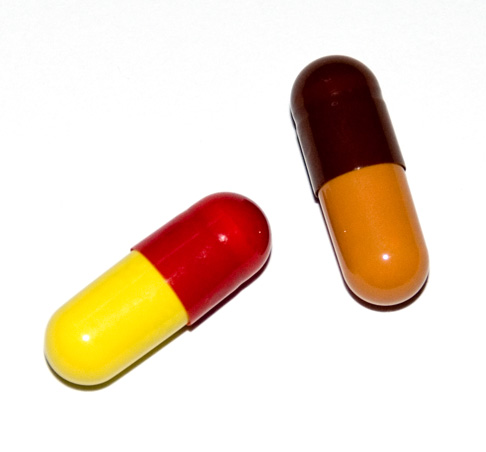
Två olika kapslar

En kapsel är en farmaceutisk beredningsform avsedd att intas oralt. Kapseln är ofta tillverkad av gelatin och består av två halvor som kan fogas ihop. Kapseln fylls med ett pulver eller granulat innehållande den aktiva läkemedelssubstansen.
Kapslar kan ha olika färger och även tryckt text för att kunna skilja olika läkemedel från varandra. De packas vanligen i blisterförpackningar men kan även förvaras i burk. Illasmakande läkemedel kan förkapslas för att underlätta konsumtion, då de kan vara svåra att konsumeras om de inte är överdragna av gelatin.   
Den aktiva läkemedelssubstansen kan  i sin tur vara täckt inuti själva kapseln om innehållet kan skadas av magsaften.
Kapslar sväljs vanligtvis hela, men i vissa fall kan kapseln tuggas sönder eller öppnas. Läkemedlet i kapseln är vanligen i fast form men det kan vara flytande. För att underlätta intaget och förhindra att kapseln eventuellt fastnar i strupen brukar kapseln tas tillsammans med vatten eller annan mer trögflytande substans.

## Depåkapslar
Depåkapslar är en typ av kapsel som är designad på ett vis så att upptaget av läkemedlet sker under en längre tid för en jämn och konstant upptagning av läkemedlet. Dessa kapslar sväljs hela, då krossade kapslar verkar alldeles för kraftigt då all läkemedelssubstans tas upp på en gång.

## Enterokapslar

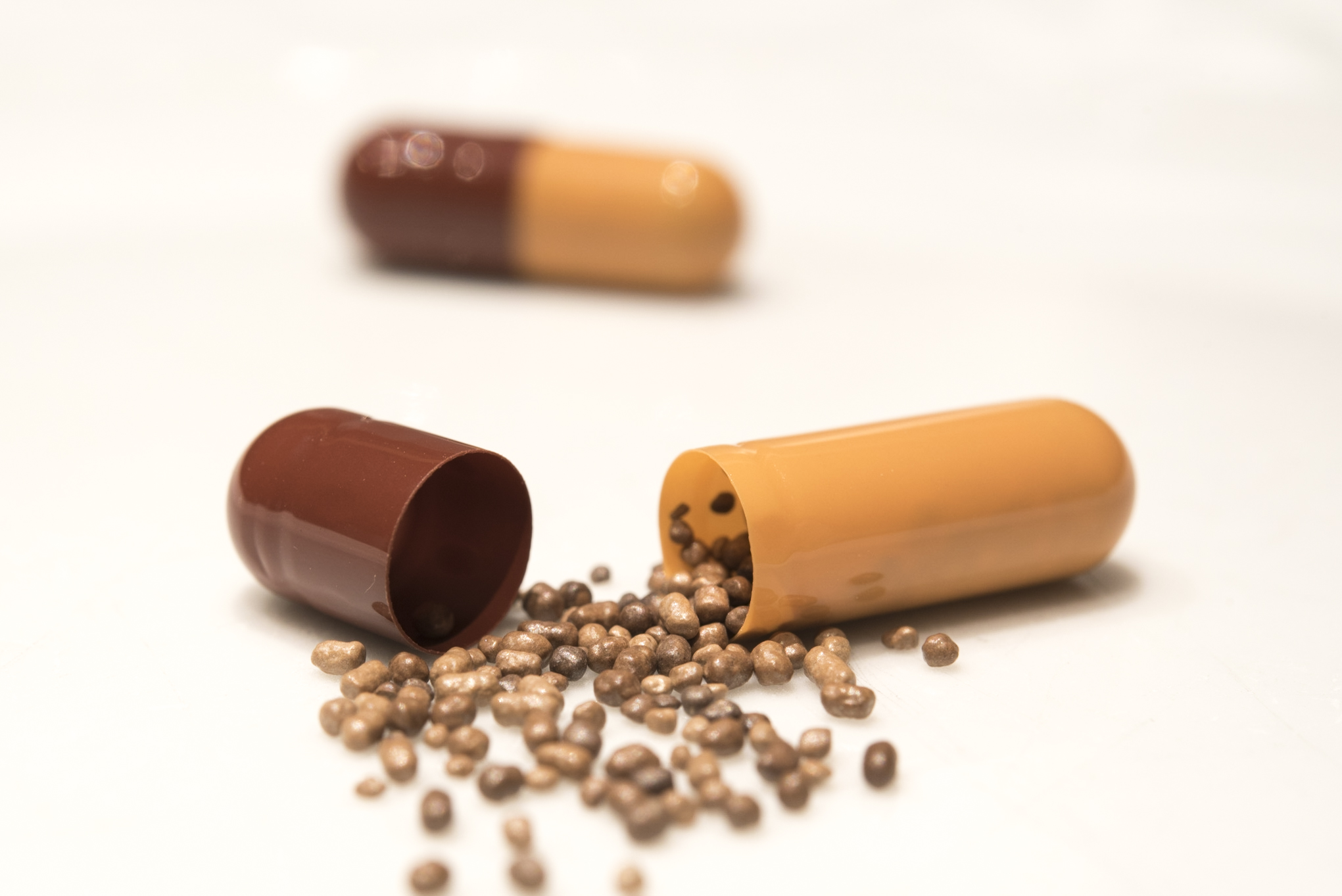
Öppnad enterokapsel av järnpreparatet Niferex.

Enterokapslar är kapslar med läkemedel avsedda att tas upp i tarmen, där de löses upp. För att möjliggöra detta är läkemedlet inuti kapseln täckt av en hinna, som ska skydda läkemedlet från magsaften. Att läkemedlet täcks av en hinna kan bero på flera olika faktorer:
- Läkemedlet kan skadas av magsaften och förlora sin funktion.
- Det verksamma läkemedlet kan irritera magsäcken samt/eller matstrupen.
- Läkemedlet ska verka i tarmen.